# San Martino Buon Albergo
San Martino Buon Albergo (San Martín Bon Albergo in veneto) è un comune italiano di 16 616 abitanti della provincia di Verona in Veneto.

## Geografia fisica
San Martino Buon Albergo dista circa 4 km da Verona (quartiere San Michele Extra) e una decina dal centro storico della città.
Rispetto al capoluogo provinciale è in posizione est.
Il comune è situato nella fascia pedemontana veronese, infatti nella parte nord del comune sono presenti alcuni rilievi collinari che precedono l'inizio dei Monti Lessini, in corrispondenza della frazione di Marcellise. 
Non molto distante si trova inoltre la val di Mezzane. 
La parte a sud del comune, che si sviluppa completamente in pianura al limite della Bassa Veronese (zona del quartiere Case Nuove e della frazione Mambrotta), è lambita dal fiume Adige ed è la zona più antropizzata ed urbanizzata, anche se troviamo ancora ampie aree agricole ed aree dedicate a passeggiate e percorsi ciclo-pedonali. Il confine Nord-Ovest del comune è rappresentato dalla frazione di Ferrazze. Nonostante ciò, la frazione di Ferrazze non condivide la sua storia né la sua geografia con il comune di San Martino Buon Albergo. Essendo precedentemente nota con il nome di "Le Ferrazze di Montorio", l'abitato di Ferrazze è sempre stato il borgo industriale di Montorio, il quale si sviluppa appena un chilometro a valle di Montorio, nella bassa Val Squaranto, sulle sponde dello stesso fiume Fibbio. Ferrazze è posizionata a Ovest della Musella, mentre il comune di San Martino si sviluppa tutto ad Est della Musella, e dista due chilometri e mezzo da Ferrazze. Lo scorporamento della frazione di Ferrazze dal comune di Montorio nel 1927 non ha tenuto conto dei motivi storico-geografici, tant'è che una parte dell'abitato di Ferrazze è attualmente situato nel comune di Verona.

## Origini del nome
San Martino si ritiene citato come agglomerato urbano già nell'anno 1146, quando era ormai conosciuto con l'appellativo di "Buon Albergo". Attraversato fin dal periodo romano dalla via Postumia (148 a.C.) si è sviluppato nel corso dell'epoca tardoromana attorno ad un antico haribaig, inteso come "accampamento fortificato per l'esercito" o "alloggio-osteria"  per la sosta ed il cambio cavalli. Infatti dopo l'incontro di tre strade  provenienti dalla collina, da Vicenza e da Belfiore, si arrivava all'antico albergo. Però come centro di una provata importanza senz'altro era noto nella prima epoca imperiale, come provano alcune lapidi del I secolo rinvenute in diversi punti del comune ed in collina (Musella e Marcellise). Lo stesso Lanfranco Franzoni ricordava come il paese avesse una sua importanza, in epoca romana, come nodo stradale.  L'edificazione della chiesa dedicata a San Martino (di cui se ne conosce l'esistenza fin dal IX secolo) insieme all'appellativo "Buon Albergo" ha dato origine al nome del paese. In una scrittura pubblica del 26 agosto 1146, rogata dal notaio Paltonario, nei pressi della chiesa di San Martino, troviamo per la prima volta citato il nome del paese: "Ecclesie sancti Martini, in loco ubi dicitur Bonum Albergum".

## Storia
Si può credere che la zona del sanmartinese fosse abitata all'inizio del II millennio a.C. da popolazioni primitive che praticavano la caccia e la raccolta dei frutti spontanei, vestendo di pelli e usando rozzi strumenti di selce scheggiata. Verso la fine dell'VIII secolo a.C. penetrarono i Veneti.
Il paese non ha una sua storia indipendente, in quanto la sua nascita e le sue vicissitudini sono strettamente legate alla storia della vicina Verona.
Nel 489 Teodorico il Grande batterà Odoacre prima sull'Isonzo e poi alle porte di Verona, nella campagna tra San Martino Buon Albergo e San Michele. Tale furibonda battaglia che fu fatale per Odoacre si combatté il 30 settembre. Abbiamo detto che fu dall'anno 1146 che San Martino Buon Albergo s'incamminò a diventare "entità territoriale" a sé stante, perché fu proprio in quest'anno che "i degani" di Lavagno donarono alla Chiesetta del paese, soggetta all'Abbazia di San Zeno, alcuni terreni e le confermarono il diritto di poter usare dell'autorità e dell'amministrazione come molte altre consorterie già esistenti, le quali sono poi diventate vere e proprie comunità. La generosità dei Degani di Lavagno e la felice posizione del territorio, ricco di strade e di acque che gli dona il fiume Fibbio, favorirono il paese che andò ben presto sviluppandosi nell'agricoltura, soprattutto nel campo dell'industria e quindi di conseguenza in popolazione. Nei secoli XIII, XIV e XV, oltre a primeggiare nell'agricoltura si trova che le acque del fiume Fibbio permettono di dar vita ad audaci molini dalle caratteristiche grandi ruote, ad alcune gualchiere per la lavorazione della lana e diverse cartiere, tanto importanti queste ultime da far chiamare il paese San Martino delle Cartiere.
Dopo un periodo florido che per quei tempi rappresentava un primato che senz'altro andava oltre i confini italiani, San Martino Buon Albergo essendo geograficamente posto in un punto cruciale del traffico di allora e legato agli interessi politici e storici della città di Verona, negli anni che seguirono subì forti e disastrosi danni da perdere in poco tempo il suo splendore raggiunto in campo industriale.

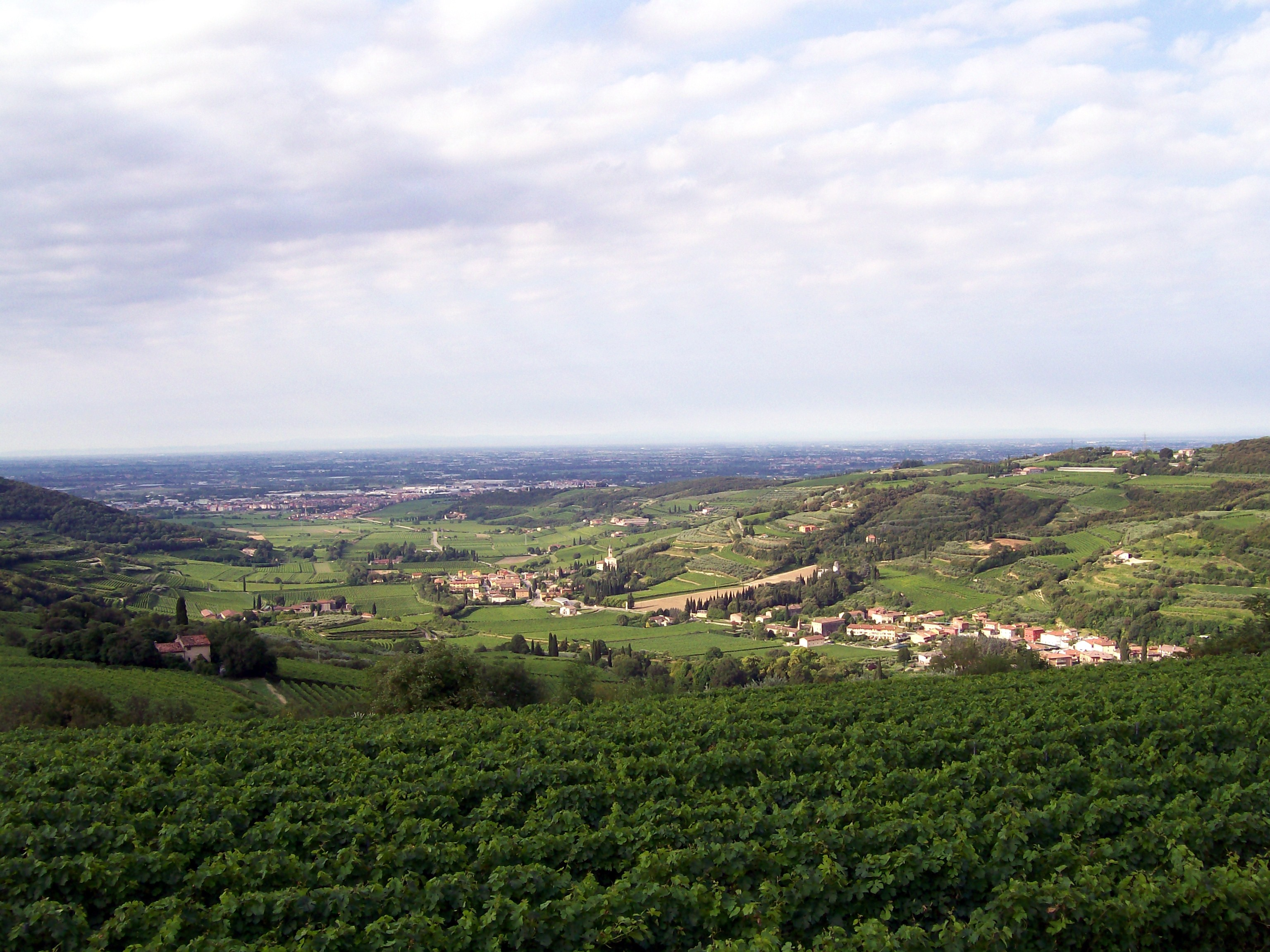
Veduta della frazione di Marcellise. Più a sud si vede parte dell'abitato di San Martino Buon Albergo.

Verona, nei suoi lunghissimi anni di vita, come è noto, è stata presa di mira, attaccata e assediata dai più forti principi ed eserciti di tutti i tempi; in varie epoche San Martino Buon Albergo, ma specialmente dal 1300 in poi, è stato di frequente luogo di accampamenti di truppe, rifugio di eserciti che inutilmente attaccavano Verona, punto di scontro tra contendenti e per di più meta preferita dagli uni e dagli altri per i rifornimenti che non avvenivano certo a pagamento o in maniera razionale. Così cominciò la distruzione delle industrie sanmartinesi.
Il 1927 fu l'inizio che diede al paese l'attuale espansione territoriale raggiunta in virtù del decreto del 15 dicembre 1927 in base al quale tutto il territorio del già Comune di Marcellise e una parte di quello dei disciolti Comuni di Montorio e di San Michele Extra vennero aggregati a San martino Buon Albergo. Da allora San Martino Buon Albergo conta come sue frazioni: Marcellise, Mambrotta e Ferrazze con una estensione di 3486 ettari.

### Simboli
Lo stemma e il gonfalone del Comune di San Martino Buon Albergo sono stati concessi con decreto del presidente della Repubblica del 2 ottobre 2006.
Il gonfalone è un drappo di bianco.

La bandiera, concessa con D.P.R. del 12 dicembre 2006, è un drappo di bianco con la bordatura partita di rosso e di verde, caricato dello stemma del Comune. 
L'immagine dello stemma comunale raffigura un cavaliere in armatura di metallo che monta un cavallo bianco e tiene con la mano destra una lancia la cui punta arriva a conficcarsi nel terreno. I colori dominanti sono il verde del suolo e il rosso dello sfondo, qui assunti come i colori della Città e dell'Ente. L'iconografia fa riferimento al santo da cui la Città trae il suo nome, san Martino. Il santo è qui raffigurato in un episodio minore, nell'atto di abbassare la lancia, quasi a segnare la vocazione che lo farà diventare da milite a vescovo di Tours. Il cavaliere è vestito con armatura di metallo, il cavallo in posizione di arresto di fronte alla battaglia e la punta della lancia è conficcata in parte nel suolo, ad indicare il rifiuto di usare violenza al nemico. San Martino, dunque, oltre ad essere il santo che dona il mantello al mendico, diviene un antesignano del pacifismo, in perfetto accordo alla restante parte del toponimo che vuole la località di San Martino Buon Albergo essere un “albergo ristoratore” (“Buon Albergo”), accogliente chi vi era di passaggio fin dall'epoca tardo romana.

Gonfalone civico

## Monumenti e luoghi d'interesse

### Architetture religiose

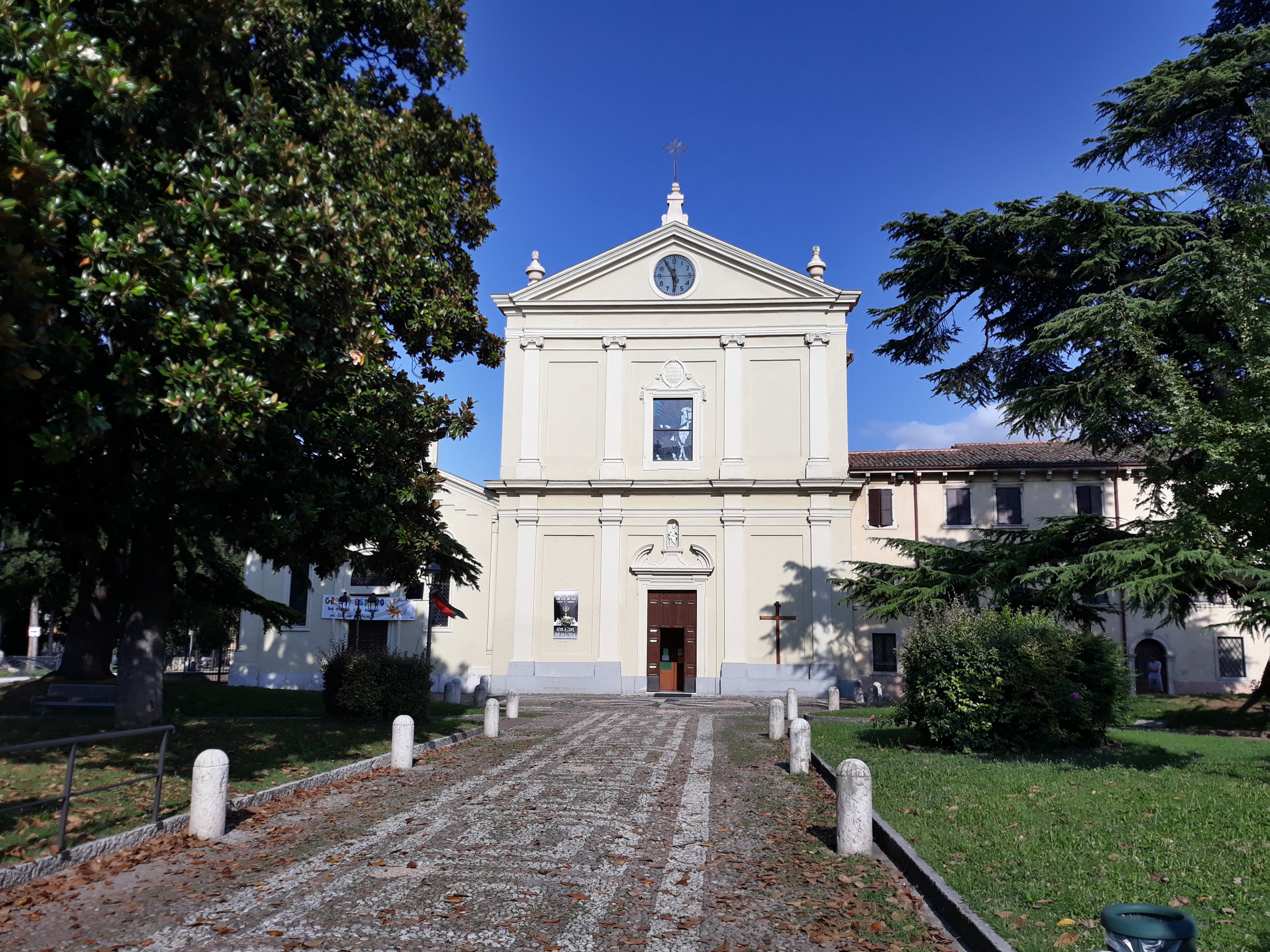
Parrocchia di San Martino nel capoluogo comunale

- Chiesa di San Martino Vescovo, parrocchiale del capoluogo comunale - IX-XX secolo
- Chiesa della Cattedra di San Pietro, parrocchiale della frazione Marcellise - XV-XX secolo, ospita tredici dipinti in stile rinascimentale del pittore veronese Giovanni Battista Caliari, fra i quali il soggetto Gesù consegna le chiavi a Pietro.[5]
- Chiesa del Cristo Risorto, Parrocchiale di Borgo della Vittoria - XX secolo[6]

### Ville
- Villa Girasole dell'ingegner Angelo Invernizzi (1884-1958) e dell'architetto Ettore Fagiuoli (1884 - 1961) - 1929-1935
- Villa Zamboni - XVI secolo
- Casa Avesani - XVI secolo
- Villa Musella - XVII secolo
- Casa Gonella - XVII secolo
- Villa dei Malanotte - XVII secolo
- Villa Orti Manara- XVIII secolo
- Villa Sogara - XV secolo

## Società

### Evoluzione demografica
Abitanti censiti

## Economia
Noti sono l'artigianato ed il commercio locale. Un moderno centro commerciale e la zona attigua industriale/artigianale hanno contribuito alla trasformazione socio economica della zona a partire dagli anni 60 (con un cospicuo incremento delle unità abitative); così dicasi per l'agricoltura, il cui nucleo maggiore rimane sempre Mambrotta, ma i raccolti di Marcellise, come le ciliegie e il vino, si sono imposti in ogni mercato portando in alto il nome di San Martino Buon Albergo. Fa parte della zona allargata di produzione del vino Arcole DOC, del Valpolicella DOC, dell'Amarone della Valpolicella e del Recioto DOC Forze lavorative locali soprattutto braccianti agricoli hanno tratto beneficio economico a partire dal 900 anche per la presenza sul suo territorio della vasta Tenuta Agricola Musella dei nobili Acquarone-Trezza tuttora operativa per altre attività ludiche e/o agrituristiche.
Infine molte società sportive, tra cui la Speme ed il San Martino Basket.
A San Martino Buon Albergo ha anche sede il gruppo Eurospin, il maggiore gruppo discount italiano, e AIA (Gruppo Veronesi).

## Infrastrutture e trasporti
Posta lungo la Strada statale 11 Padana Superiore, San Martino Buon Albergo ospitava fra il 1881 e il 1957 una stazione della tranvia Verona-Caldiero-San Bonifacio, che rappresentò in quel periodo un'infrastruttura fondamentale per l'economia della zona.
La stazione di San Martino Buon Albergo è una fermata ferroviaria posta sulla linea Milano-Venezia, ed è servita dalle corse regionali svolte da Trenitalia nell'ambito del contratto di servizio stipulato con la Regione Veneto.
Il capoluogo è attraversato dalla SS11 che lo mette in comunicazione con San Bonifacio e con Vicenza. Nelle vicinanze si trova, inoltre, il casello di Verona-est sulla A4 Milano-Venezia, al quale sono connesse anche la Tangenziale Est (che collega San Martino Buon Albergo alla Valpantena e alla Lessinia) e la Tangenziale Sud.

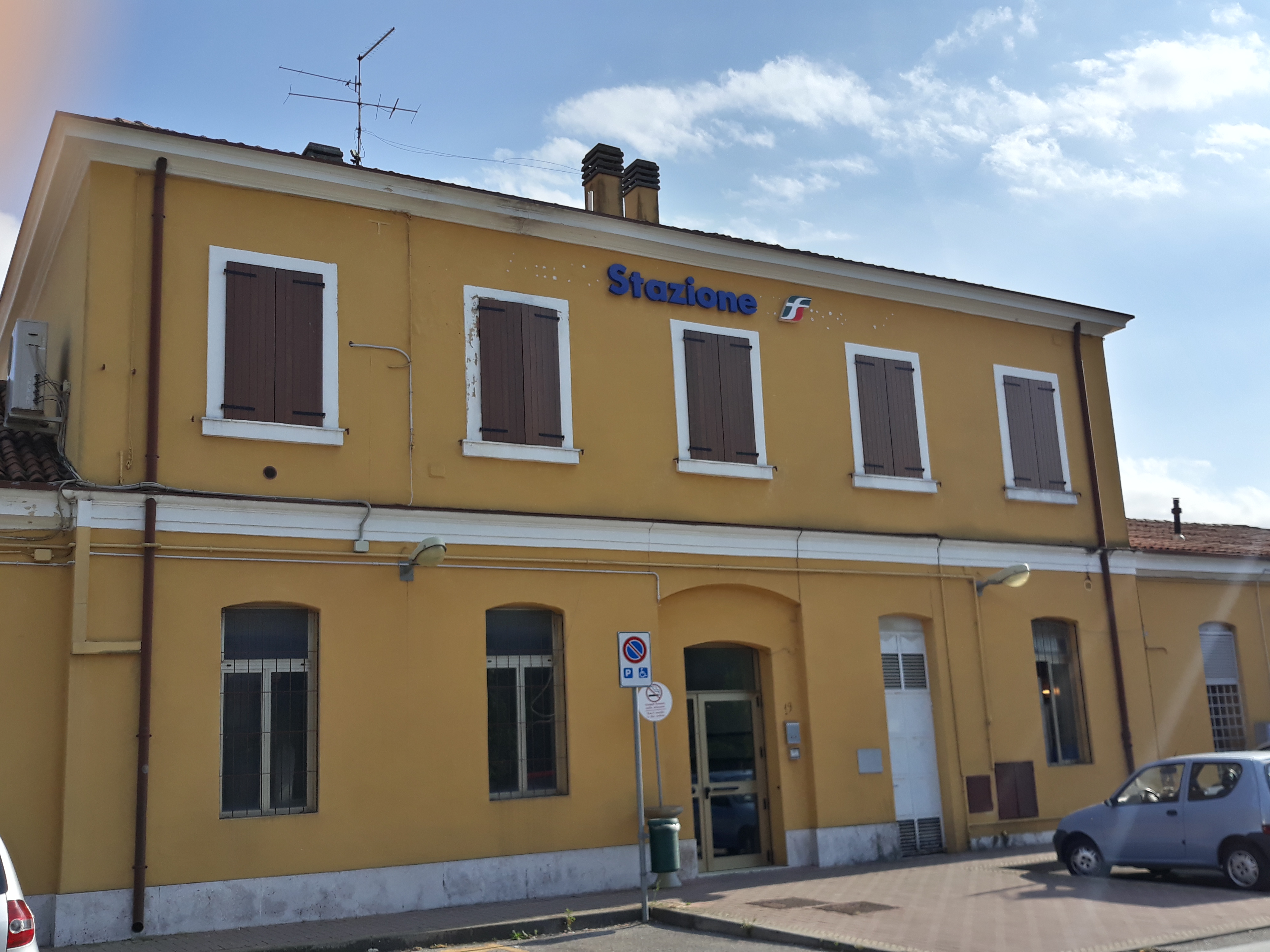
Stazione ferroviaria di San Martino Buon Albergo

## Amministrazione
| Periodo       | Periodo       | Primo cittadino       | Partito                                                                                 | Carica                  | Note                            |
| ------------- | ------------- | --------------------- | --------------------------------------------------------------------------------------- | ----------------------- | ------------------------------- |
| ottobre 1985  | luglio 1990   | Giuseppe Melotto      | Partito Socialista Italiano                                                             | Sindaco                 | [ 8 ]                           |
| luglio 1990   | novembre 1992 | Giorgio Zusi          | Democrazia Cristiana                                                                    | Sindaco                 | Mozione di sfiducia costruttiva |
| novembre 1992 | luglio 1993   | Giuseppe Benini       | Democrazia Cristiana                                                                    | Sindaco                 | Sospensione del consiglio       |
| luglio 1993   | novembre 1993 | Alfredo Galanti       |                                                                                         | Commissario prefettizio | [ 11 ] [ 12 ]                   |
| novembre 1993 | novembre 1997 | Marcello Gaiga        | Liga Veneta - Lega Nord                                                                 | Sindaco                 | [ 13 ]                          |
| novembre 1997 | maggio 2002   | Mario Gaetano Lonardi | L'Ulivo                                                                                 | Sindaco                 | [ 14 ]                          |
| maggio 2002   | maggio 2007   | Mario Lonardi         | Lista civica di centro-sinistra                                                         | Sindaco                 | [ 15 ]                          |
| maggio 2007   | maggio 2012   | Valerio Avesani       | FI e dal 2009 PdL, eletto con lista civica di centro-destra "Cittadini per San Martino" | Sindaco                 | [ 16 ]                          |
| maggio 2012   | giugno 2017   | Valerio Avesani       | PdL fino al 2013, eletto con lista civica di centro-destra "Cittadini per San Martino"  | Sindaco                 | [ 17 ]                          |
| giugno 2017   | giugno 2022   | Franco De Santi       | FdI dal 2022, eletto con lista civica di centro-destra "Cittadini per San Martino"      | Sindaco                 | [ 18 ]                          |
| giugno 2022   | In carica     | Giulio Furlani        | Lista civica di centro-destra "Cittadini per San Martino"                               | Sindaco                 |                                 |

1. ↑  Sostenuta da Lega Nord, Forza Italia, Unione di Centro, Fratelli d'Italia, Per Amministrare San Martino Buon Albergo, Siamo Veneto e Battiti per Verona
2. ↑  Sostenuta da Lega, Fratelli d'Italia, Verona Domani, Battiti per Verona, Veneta Autonomia e Per Amministrare San Martino Buon Albergo

### Gemellaggi
- Voitsberg

Il comune fa parte del movimento patto dei sindaci